# Amateur Night
Pour plus de détails, voir Fiche technique et Distribution.
Amateur Night est une comédie américaine écrite et réalisée par Lisa Addario et Joe Syracuse, sortie en 2016.

## Synopsis
Guy Carter est marié à une magnifique femme enceinte et il est sur le point de devenir père. Chômeur et incapable de trouver un métier, son épouse lui trouve un emploi de chauffeur sur un site internet. Croyant qu'il s'agit seulement de livrer des pizzas, il devient malgré lui chauffeur pour prostituées.

## Fiche technique
- Titre original et français : Amateur Night
- Réalisation et scénario : Lisa Addario et Joe Syracuse
- Photographie : Nicole Whitaker
- Montage : Greg O'Bryant
- Musique : The Newton Brothers
- Production : Jorge Garcia Castro, Mary Pat Bentel, Diego del Río Toca et Shana Eddy-Grouf
- Société de distribution : Cinedigm
- Pays d'origine :  États-Unis
- Langue originale : anglais
- Format : couleur – 1.85 : 1 – son Dolby Digital
- Genre : Comédie
- Date de sortie :
  -  États-Unis : 5 août 2016
  -  France : 6 juin 2017 (VOD)

## Distribution
- Jason Biggs (VF : Éric Marchal) : Guy Carter
- Janet Montgomery (VF : Judith Mestre) : Nikki
- Jenny Mollen (VF : Sophie Planet) : Anne Carter
- Ashley Tisdale (VF : Lucille Boudonnat) : Fallon
- Bria Murphy (VF : Gabrielle Jeru) : Jaxi
- Steven Weber (VF : Francis Benoît) : Dr. Kurtz
- Adrian Voo (en) (VF : Adrien Solis) : Dan
- Robert Hoffman (VF : Bruno Forget) : Devon
- Rusty Joiner (en) (VF : Jérôme Frossard) : Cocky Dude
- Cedric Yarbrough (VF : Alexandre Coadour) : Zoley
- Eric Siegel (VF : Jacques Albaret) : Dr. Siegel
- David Phillips : The Bachelor
- Avi Nash : Orderly

 Source et légende : version française (VF) sur RS Doublage et selon le carton du doublage français sur le DVD zone 2.